# Nola caelata
Nola caelata är en fjärilsart som beskrevs av Max Wilhelm Karl Draudt 1919. Nola caelata ingår i släktet Nola och familjen trågspinnare. Inga underarter finns listade i Catalogue of Life.